# 西名古屋火力発電所
西名古屋火力発電所（にしなごや かりょくはつでんしょ）は、愛知県海部郡飛島村東浜3-5にあるJERAの天然ガス火力発電所。

## 概要
1970年に中部電力の石油火力発電所として1号機が運転を開始、6号機までが建設された。
2010年9月14日に、既存設備を廃止し高効率天然ガス焚きコンバインドサイクル発電方式を採用した7号系列を建設する更新計画が発表された。
7号系列は、ガスタービン3台と蒸気タービン1台にそれぞれ発電機が連結する排熱回収多軸型1,600℃級コンバインドサイクル発電方式(MACCII)を採用し、世界最高水準の熱効率62%以上を実現する。当発電所で使用する天然ガスを輸送するため、知多第二火力発電所から当発電所まで伸びる延長4.6 kmの海底トンネルが建設され、その中にパイプラインが敷設された。
2014年1月30日に着工、2017年9月29日に7-1号が、2018年3月30日に7-2号が運転を開始した。
2018年3月には発電設備の7-1号が世界最高効率のコンバインドサイクル発電設備としてギネス世界記録に認定された（発電効率63.08%）。この世界記録は、2023年1月、東北電力上越火力発電所1号機によって塗り替えられた（発電効率63.62%）。
2019年4月、中部電力からJERAに承継された。

## 発電設備
- 総出力：237.64万kW（2018年3月30日現在）[7]
- 敷地面積：約41万m2

7号系列
発電方式：1,600℃級多軸型コンバインドサイクル発電(More Advanced Combined CycleII)方式
定格出力：237.64万kW
　7-1号：118.82万kW
　　ガスタービン： × 3軸
　　蒸気タービン： × 1軸
　7-2号：118.82万kW
　　ガスタービン： × 3軸
　　蒸気タービン： × 1軸
使用燃料：LNG
熱効率：62%以上（低位発熱量基準）
営業運転開始
　7-1号：2017年9月29日
　7-2号：2018年3月30日

## 廃止された発電設備

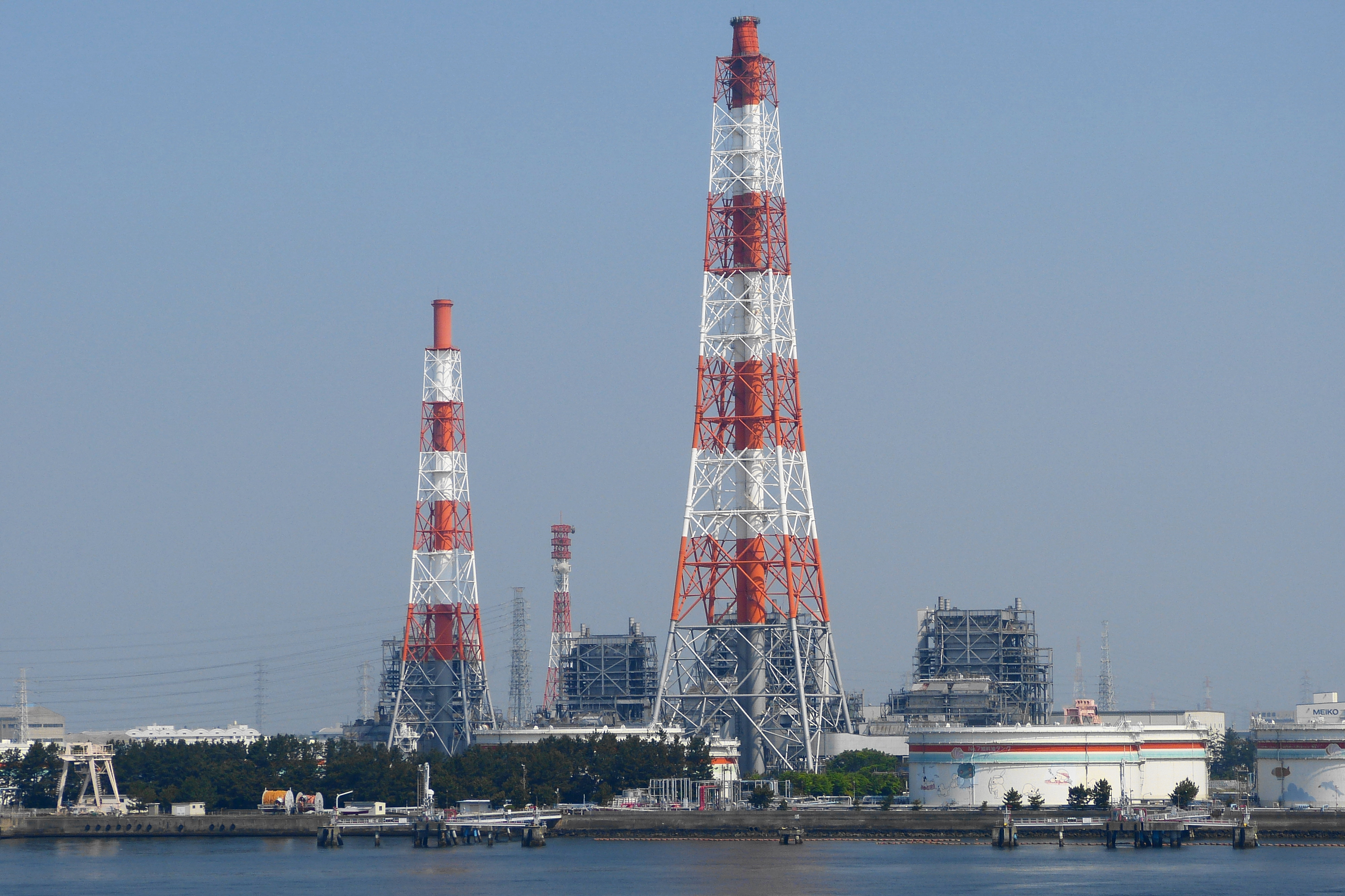
かつて名古屋一を誇った高さ230mの煙突

- 総出力：219万kW
- 発電方式：汽力発電方式

1号機（廃止）
定格出力：22万kW
使用燃料：重油
営業運転期間：1970年 - 2013年11月30日
2号機（廃止）
定格出力：22万kW
使用燃料：重油、原油
営業運転期間：1970年 - 2013年11月30日
3号機（廃止）
定格出力：37.5万kW
使用燃料：重油、原油、ナフサ
営業運転期間：1972年 - 2013年11月30日
4号機(廃止)
定格出力：37.5万kW
使用燃料：重油、原油、ナフサ
営業運転期間：1972年 - 2013年11月1日
5号機（廃止）
定格出力：50万kW
使用燃料：重油、原油
営業運転期間：1974年 - 2002年12月31日
6号機（廃止）
定格出力：50万kW
使用燃料：重油、原油
営業運転期間：1975年 - 2003年12月31日